# Злотники (Нижньосілезьке воєводство)
Злотники (пол. Złotniki) — село в Польщі, у гміні Кротошиці Леґницького повіту Нижньосілезького воєводства.
Населення — 87 осіб (2011).
У 1975-1998 роках село належало до Легницького воєводства.

## Демографія
Демографічна структура станом на 31 березня 2011 року:
|          | Загалом | Допрацездатний вік | Працездатний вік | Постпрацездатний вік |
| -------- | ------- | ------------------ | ---------------- | -------------------- |
| Чоловіки | 42      | 7                  | 29               | 6                    |
| Жінки    | 45      | 7                  | 28               | 10                   |
| Разом    | 87      | 14                 | 57               | 16                   |